# Iffwil
Iffwil is een gemeente en plaats in het Zwitserse kanton Bern, en maakt deel uit van het district Bern-Mittelland.
Iffwil telt 4.780 inwoners.